# Signalkunst

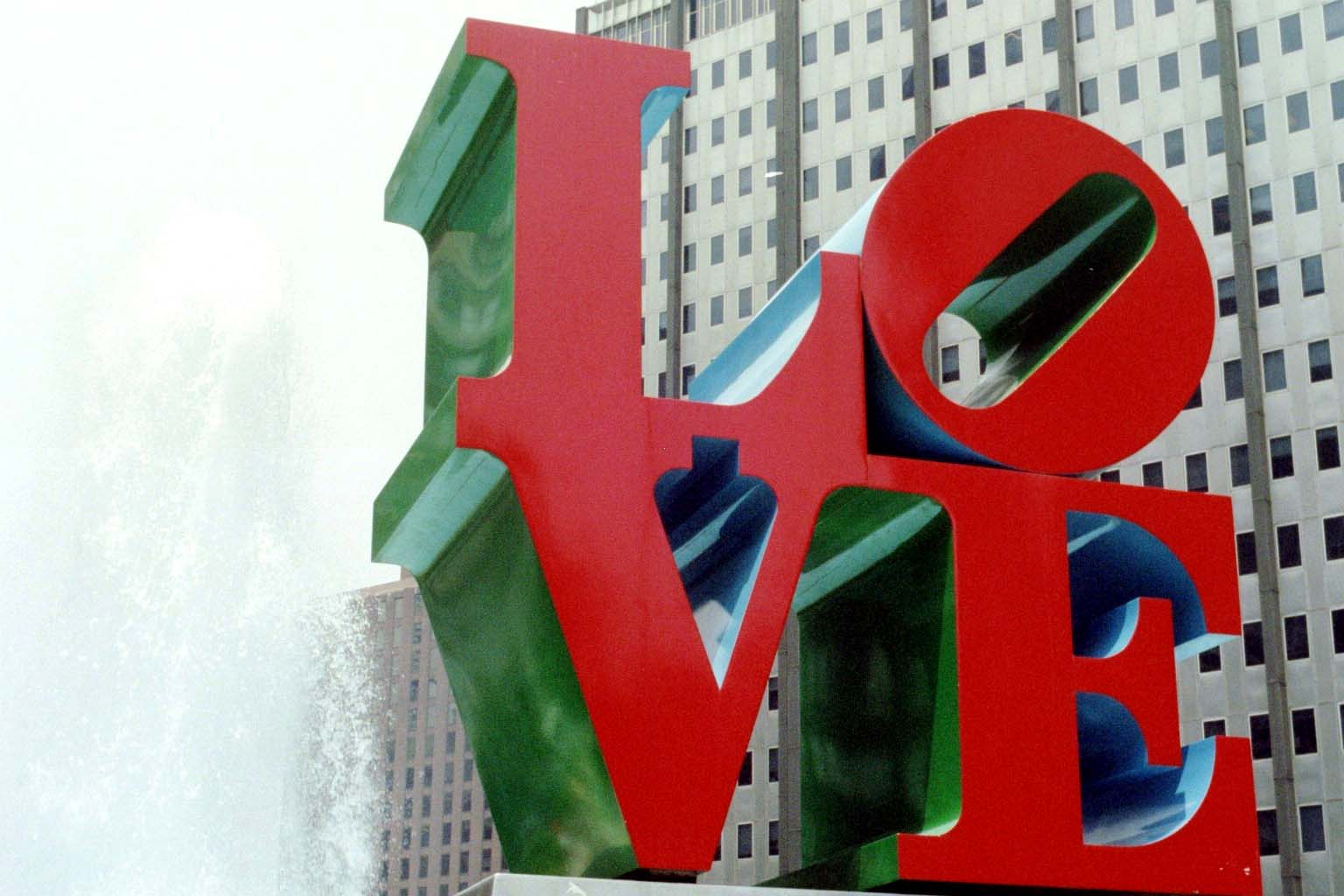
Robert Indiana: LOVE

Signalkunst bezeichnet eine in den 1960er Jahren entstandene Stilrichtung der bildenden Kunst. Sie ist, ausgehend von der Nachmalerischen Abstraktion (Post-Painterly Abstraction), mit der Farbfeldmalerei und dem Hard Edge verwandt, in welchen Flächen und Objekte in zumeist leuchtenden Grundfarben und/oder Signalfarben symmetrisch oder konzentrisch gestaltet werden. Die Signalkunst konzentriert sich in der Bildsprache bevorzugt auf Reklame- oder Verkehrsschilder und zitiert diese als plakative Piktogramme oder typografische Versatzstücke, die das urbanisierte Landschaftsbild beherrschen und die Wahrnehmung des öffentlichen Raums durch ihre Ikonografie beeinflussen, damit kongruiert sie in der Aussage mit der zeitgleichen Pop Art.
Vertreter sind der US-Amerikaner Robert Indiana und im deutschsprachigen Raum Peter Brüning, Winfried Gaul oder Georg Karl Pfahler.
Vergleiche auch → Analytische Malerei